# 한마음축구센터
한마음축구센터는 충청남도 천안시에 위치한 under-18팀 유형의 축구단이다. 한마음고등학교의 축구부원으로 구성되어 있으며, 2015년에 창단 하였다.

## 출신 선수
- 최현웅

## 참고 문헌
- “KFA 통합경기정보 시스템”. 대한축구협회.

## 같이 보기
- 한마음고등학교